# بايرون بار
بايرون بار (بالإنجليزية: Byron Barr)‏ هو ممثل أمريكي، ولد في 18 أغسطس 1917 في كورنينج في الولايات المتحدة، وتوفي في 3 نوفمبر 1966 في مقاطعة ساكرامينتو في الولايات المتحدة.

## وصلات خارجية
- بايرون بار على موقع IMDb (الإنجليزية)
- بايرون بار على موقع قاعدة بيانات الفيلم (الإنجليزية)